# Menziong
Menziong (ou Meziong, Meuzion) est un village du Cameroun situé dans le département du Boumba-et-Ngoko et la région de l'Est, à proximité de la frontière avec la République centrafricaine, sur la route rurale reliant Yokadouma à Ngolla. Il fait partie de la commune de Yokadouma.

## Population
En 1964 Menziong comptait 125 habitants, principalement des Bidjouki. Lors du recensement de 2005 on y dénombrait 601 personnes.